# Francisco Madinga
Francisco Madinga, né le 11 février 2000 à Lilongwe, est un footballeur international malawite. Il joue au poste de milieu de terrain au FC Dila Gori.

## Biographie

### En sélection
Il fait ses débuts en sélection le 24 mars 2021 contre le Soudan du Sud dans les qualifications à la CAN 2021.